# Глухівський Лев Йосипович
Глухівський Лев Йосипович — український політик, вчений. Доктор технічних наук, професор. Народився 28 жовтня 1942 р.

## Освіта
- У 1964 р. закінчив Львівський політехнічний інститут, електромеханічний факультет, інженер-електромеханік;
- Кандидатська дисертація: «Розрахунок усталених режимів і характеристик явнополюсних синхронних машин» (1970);
- докторська дисертація «Диференційний гармонічний метод і його застосування до аналізу періодичних процесів в електричних машинах» (1988).

## Політична діяльність
У 1994–1998 рр. — Народний депутат України 2-го скликання, висунутий виборцями. Член Комітету з питань науки та народної освіти. Член фракції НРУ (до 1996 — групи «Державність»). Член фракції НРУ (до 1996 — групи «Державність»).
З 1998 по 2002 — Народний депутат України 3-го скликання, Голова підкомітету з питань інноваційної діяльності та захисту інтелектуальної власності Комітету з питань науки і освіти. Член фракції НРУ.
З 06.2002 р. — перший заступник директора Державного підприємства «Український інститут промислової власності» (Укрпатент).
Народний депутат України 4-го скликання з 2005 по 2006 за списками Виборчого Блоку В. Ющенка «Наша Україна». Голова підкомітету з питань інтелектуальної власності Комітету Верховної Ради України з питань науки і освіти
Член Народного Руху України
Законопроєкти, подані Глухівським Л. Й. як суб'єктом права законодавчої ініціативи у 2005—2006 рр.:
- про внесення змін до Закону України «Про охорону прав на винаходи і корисні моделі» (щодо секретних винаходів і корисних моделей, реєстр. № 8530 від 02.12.2005;
- про внесення змін до Закону України «Про охорону прав на винаходи і корисні моделі» (щодо узгодження з Цивільним кодексом України і адаптації до законодавства ЄС) № 8650 від 22.12.2005;
- про дотримання вимог Конституції України та законів України щодо якісної освіти в сільській місцевості № 8656 від 23.12.2005;
- про дотримання вимог Конституції України та законів України щодо здобуття якісної освіти в сільській місцевості № 8656-д від 23.02.2006;
- про внесення змін до Закону України «Про охорону прав на знаки для товарів і послуг» (щодо узгодження із Цивільним кодексом України і адаптація до законодавства ЄС)"(щодо знаків) № 8657 від 23.12.2005.

На цей час: Головний фахівець відділу заходів з розвитку інтелектуальної власності Державного підприємства «Український інститут промислової власності»